# Мелетій Смотрицький
Меле́тій Смотри́цький, також відомий як Максим Герасимович Смотрицький (1577, Смотрич — 17 (27) грудня 1633, Дермань) — письменник, церковний і освітній діяч Речі Посполитої, український мовознавець, праці якого вплинули на розвиток східнослов'янських мов. Автор «Граматики слов'янської» (1619), що систематизувала церковнослов'янську мову.

## Життєпис
Мелетій Смотрицький народився в родині руського (українського) православного шляхтича, письменника-полеміста Герасима Смотрицького, у містечку Смотрич, тепер селище Кам'янець-Подільського району Хмельницької області, або ж у місті Кам'янці цієї ж області, чи в Острозі.
Навчався в Острозькій школі, потім (1594–1600, за підтримки князя Василя Костянтина Острозького) — у Віленській академії єзуїтів. За інформацією, надісланою до Риму в 1630 році, його короткої біографії, закінчив «менші студії гуманістичні». Через занепокоєння батьків, родичів його релігійними переконаннями, отриманими під час навчання, був висланий навчатися до Німеччини — до шкіл протестантів. За рапортом папського нунція у Варшаві А. Сантакроче — був виключений з Академії через «схизму»; слухав лекції у Вроцлавському, Лейпцизькому, Віттенберзькому й Нюрнберзькому університетах як наставник (прецептор) молодого князя Богдана Соломирецького. Ймовірно, за кордоном одержав учений ступінь доктора медицини.
У 1601 році мешкав у маєтку князів Соломирецьких, де навчав молодих князів. Прізвище Соломирецький є серед записаних на навчання в Лейпцигу 1606 року. Близько 1608 року прибув до Вільна, де, ймовірно, викладав у братській школі. Був діячем Віленського православного братства, за його дорученням виступав з полемічними творами.
Під псевдонімом Теофіл Ортолог 1610 року надрукував свій видатний полемічний твір «Тренос» («Θринос»). Приблизно в 1615–1618 роках викладав церковнослов'янську та латинську мови в Київській братській школі, був одним з перших її ректорів. У 1616 році виходить його переклад староукраїнською мовою «Євангелія учительного… Калиста». У 1618 році повернувся до Вільна, де у Святодухівському монастирі постригся в ченці під ім'ям Мелетій.

Титульна сторінка «Граматики слов'янської» видання 1619 року

1619 року в м. Єв'ї (Вевіс) біля Вільна вийшла друком його славнозвісна праця «Грамма́тіки Славе́нския пра́вилное Сv́нтагма». Деякі біографи Смотрицького пишуть, що у 1617–1620 роках він уклав лексикон (але жодних слідів словника не збереглося), раніше (1615 року) в Кельні опублікував граматику грецької мови. Брав участь у написанні «Букваря языка славенска», надрукованого 1618 року в Єв'ї.
1620 року висвячений на православного архієпископа полоцького, єпископа вітебського й мстиславського. Ведучи мову про відродження православ'я в слов'янському світі, висловлювався за принесення в Московське царство православної вченості.
Видав низку антиуніатських творів і налаштовував простолюд до переслідувань з'єднаних з Апостольським престолом у Римі. Саме з його діяльністю пов'язували загибель полоцького унійного архиєпископа Йосафата Кунцевича. У зв'язку з останнім на початку 1624 року Смотрицький вирушив з Києва в подорож на Схід (Константинополь, Палестина, Єгипет). Навесні 1625 року повернувся до Києва, розчарований побаченим занепадом Східної церкви, змінив свої переконання і приєднався до спільноти прихильників унії з Римом.
Влітку 1627 року перебував у Дермані на посаді архімандрита Дерманського монастиря, що знаходився на території володінь брацлавського воєводи князя Олександра Заславського, який був католиком. 6 липня 1627 року в маєтку Заславського в присутності київського унійного митрополита Йосифа Велямина Рутського склав визнання віри, написав листи до Папи Урбана VIII, кардинала О. Бандіні, Святої Канцелярії.
21–31 серпня 1627 року написав листа до патріарха Кирила Лукаріса з проханням детально пояснити Православну доктрину віри. Близько 8/18 вересня в Києві зустрівся, зокрема, з Іовом Борецьким і Петром Могилою. Перед Зеленими святами закінчив писати «Апологію». Брав участь у Синоді православної Церкви в Києві 13/23 серпня 1628 року з метою переконати ієрархів у правоті унійної ідеї. Але 14/24 серпня під час служби в Києво-Печерській лаврі всі православні єпископи прокляли «Апологію» М. Смотрицького, рукопис порвали, розкидали. Аби уникнути переслідувань, він публічно погодився з цим, але, покинувши Київ, далі працював для поширення унійної ідеї.
Папа Урбан VIII 5 червня 1631 року надав Мелетію Смотрицькому посаду (титул) ієраполітанського архієпископа, який є під юрисдикцією Антіохійського Патріарха.
Протягом 1628–1629 років видав декілька книжок, у яких обґрунтовував та аргументував свій учинок, агітував за справу церковного єднання (під опікою Риму), за скликання собору для примирення християн Русі з Римом.
Помер у 1633 році в селі Дермань (нині Здолбунівський район Рівненської області); похований у Дерманському монастирі. За спогадами його сповідника — єзуїта Войцеха Кортицького — перед смертю попросив дати йому папську буллу, яку йому дали через 5 годин після смерті. Кілька днів були марні спроби багатьох забрати її назад з холодної руки; це зробив Йосиф Рутський.
Мелетій Смотрицький використовував для написання своїх творів староукраїнську мову.

## Твори
- Θρηνος to iest Lament iedyney S. powszechney apostolskiey Wschodniey Cerkwie… — Wilno, 1610.
- Apologia. — Львів, 1628 (за сприяння Касіяна Саковича)  [Архівовано 13 січня 2021 у Wayback Machine.]. Переклад українською: Апологія паломництва до східних країв (пер. Ростислава Паранька). — Харків: Акта, 2020.
- Exethesis abo expostulatia, to jest rosprawa miedzy Apologią у Antidotem o ostanek błedow haereziy у kłamstw Zyzaniowych, Philaletowych, Orthologowych у Klerykowych uczyniona — Львів, друкарня Шеліги, 3.IV 1629.
- Αντιγραφη (Антиграфи) // Памятники полемической лит-ры, — СПб., 1903. — Кн. 3 (Русск. ист. библиотека, Т. 19); багатого мужа в Бозі велебного господина отця Леонтія Карповича, архімандрита общіа обителі при церкві Сошествія святого духа братства церковного Віленського православного гречеського // Пам'ятки братських шкіл в Україні. — К., 1988.
- Verificatia niewinności // АЮЗР. — Ч. 1. — T. 7.
- Лямент у світа убогих на жалостноє преставленіє святолюбивого а в обої добродітелі багатого мужа в Бозі велебного господина отця Леонтія Карповича, архімандрита общіа обителі при церкві Сошествія святого духа братства церковного Віленського православного гречеського // Пам'ятки братських шкіл на Україні. — К., 1988.
- Collected works of Meletij Smortyc'kyj / Harvard Library of Early Ukrainian Literature: Texts: Volume I. Cambridge (Massachusetts): Harvard University, 1987. ISBN 0-916458-20-2.
- The Jevanhelije učytelnoje of Meletij Smotryc'kyj / Harvard Library of Early Ukrainian Literature: Texts: Volume II. Cambridge (Massachusetts): Harvard University, 1987. ISBN 0-916458-21-0.

## Вшанування пам'яті
Вулиці Мелетія Смотрицького є у Києві, Рівному, Борисполі, Львові.
У місті Дніпро провулок Визволення перейменували на провулок Мелетія Смотрицького.
У місті Кривий Ріг вулицю Кибальчича перейменували на вулицю Мелетія Смотрицького.